# شغل (کسب و کار)
شغل (انگلیسی: Vocation) کاری است که شخص به‌طور خاص به آن گرایش دارد یا برای آن مناسب، آموزش دیده یا واجد شرایط است. از طریق گرایش دانشجویی می‌توان به مردم اطلاعاتی در مورد شغل جدید داد. اگرچه اکنون اغلب در زمینه‌های غیر مذهبی استفاده می‌شود، معانی این اصطلاح در مسیحیت سرچشمه گرفته‌است.